# 神鋼鋼線工業

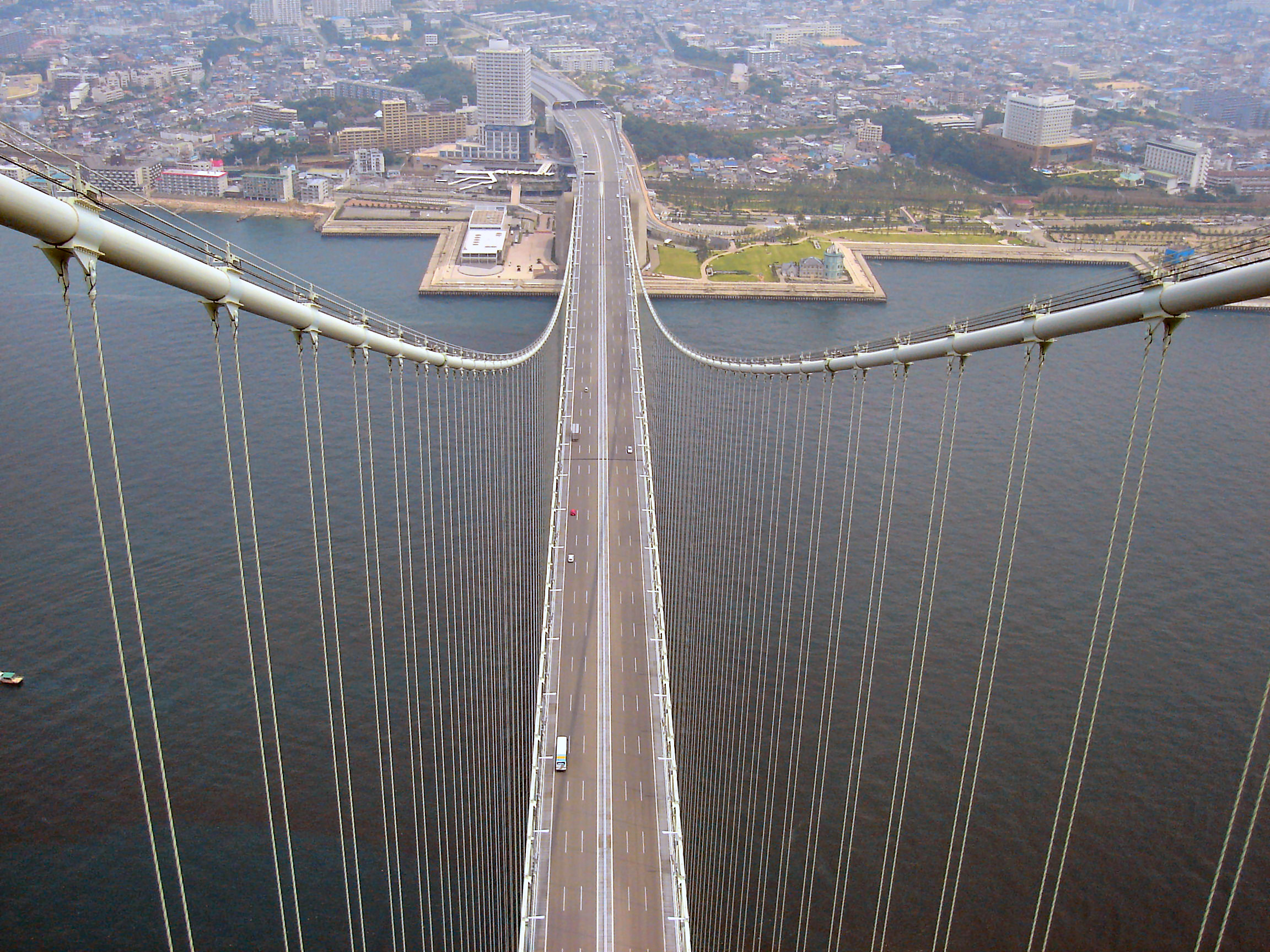
明石海峡大橋の高張力ケーブル材料に神鋼鋼線が開発した鉄材料が利用されている[http://www.shinko-wire.co.jp/eng/spwc_result.html

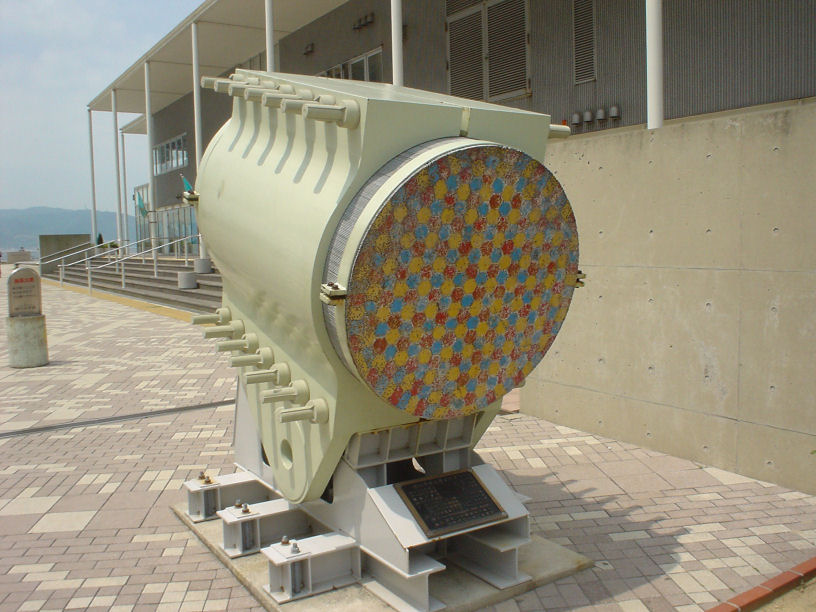
明石海峡大橋のケーブル断面

神鋼鋼線工業株式会社（しんこうこうせんこうぎょう、英文社名:SHINKO WIRE COMPANY, LTD.）は神戸製鋼グループの鋼材などを製造・販売する企業。

## 事業内容
- 鋼線事業 - 下記の製造・販売
  - PC鋼材（プレストレスト・コンクリートに使われる鋼材）
  - 鋼線
  - 特殊線
- ロープ事業（ワイヤーロープ）
- エンジニアリング事業
- 技術開発

## 沿革
- 1917年（大正6年）- 乾鉄線株式会社設立
- 1931年（昭和6年）- 日本鉄線鋼索株式会社に社名変更
- 1943年（昭和18年）- 神戸製鋼所が日本鉄線鋼索を吸収合併し、同社尼崎工場とする。
- 1954年（昭和29年）- 神戸製鋼所尼崎工場が分離独立し、神鋼鋼線鋼索株式会社として発足。
- 1962年（昭和37年）- 大阪証券取引所（二部）へ上場。
- 1971年（昭和46年）- 株式会社朝日製鋼所と合併、現社名に変更。
- 1993年（平成5年）- 東京証券取引所（二部）へ株式上場。
- 1997年（平成9年）- ロープ事業部がISO 9001の認証を取得。
- 2000年（平成12年）- 鋼線事業部がISO 9001の認証を取得。
- 2007年（平成19年）- 大阪証券取引所上場廃止（申請による）。
- 2018年（平成30年）- 株式会社テザックワイヤロープを吸収合併。支配力基準により、神戸製鋼所が親会社となる。

## 事業所所在地
- 本社 - 尼崎市中浜町10-1
- 支店・営業所
  - 東京支店 - 東京都品川区北品川5丁目9-12 ONビル
  - 大阪支店 - 大阪市中央区北浜2丁目6-18 淀屋橋スクエア
  - 九州支店 - 福岡市博多区博多駅中央街1-1 新幹線博多ビル
  - 名古屋営業所 - 名古屋市西区名駅2丁目27-8 名古屋プライムセントラルタワー
  - 札幌営業所 - 札幌市中央区北4条西5丁目1-3 日本生命北門館ビル
  - 東北営業所 - 仙台市青葉区一番町1丁目2-25 仙台NSビル
- 工場
  - 尼崎事業所・技術開発本部 - 尼崎市中浜町10-1
  - ロープ事業部尾上事業所 - 加古川市尾上町今福128
  - ロープ事業部二色浜事業所 - 貝塚市二色中町11-1